# Пулково (авиапредприятие)
Авиапредприятие «Пу́лково» (юридическое название ФГУАП «Пу́лково») — бывшая российская государственная авиакомпания, прекратившая своё существование в 2006 году в результате реорганизации в государственную транспортную компанию «Россия». Была создана на основе ленинградского авиаотряда Аэрофлота.
Базировалась в петербургском аэропорту Пулково, собственностью которого авиакомпания владела до 2005 года. Компания на 100 % принадлежала государству.

## История
Датой основания предприятия принято считать 7 мая 1934 года, когда был организован самостоятельный отряд для управления и руководства воздушной линией Ленинград — Москва. Его первым командиром стал Леонард Крузе. К концу 1934 года отряд именуется уже 31-м авиаотрядом. В сентябре 1938 года с авиаотрядом был объединён ленинградский аэропорт. В январе 1944 года составе ленинградского аэропорта появилось ленинградское отдельное авиазвено, в следующем месяце был организован Ленинградский авиаотряд. С августа этого же года авиаотряд получил нумерацию 19-го. В сентябре 1952 года 19-й транспортный авиаотряд был реорганизован в 67-й авиаотряд. В 1963 году он вошёл в состав Ленинградского объединённого авиаотряда.
После распада СССР Ленинградский объединённый авиаотряд был переименован в государственное унитарное авиационное предприятие «Пулково». В июне 2000 года авиакомпания вступила в ИАТА. В 2001 году предприятие передано в федеральную собственность и стало именоваться ФГУАП «Пулково».
С 2004 года согласно указу президента России Владимира Путина началась реорганизация авиапредприятия. В 2005 году из его состава был выведен аэропорт Пулково. 9 октября 2006 реорганизация была завершена регистрацией государственной авиакомпании «Россия», которая стала правопреемником авиапредприятия «Пулково».

## Флот
По состоянию на сентябрь 2006 года флот авиапредприятия «Пулково» состоял из следующих типов воздушных судов:

## Авиакатастрофы
- Катастрофа Ан-12 в Нальчике. 24 февраля 1994 года в 11:16 Ан-12 борт RA-11118, выполнявший рейс 9045 Санкт-Петербург — Волгоград — Нальчик разбился близ последнего аэропорта назначения. Самолёт перевозил груз монет, когда при заходе на посадку неожиданно потерял управление, перешёл в пикирование и врезался в землю. Погибли все находящиеся на борту 7 пассажиров (сопровождающие груз) и 6 членов экипажа. Причиной катастрофы стало невключение противообледенительной системы, так как по прогнозу погоды обледенение не ожидалось. В результате на стабилизаторе отложился толстый слой льда, после чего тот вышел на закритический угол атаки, приведя к потере управления.
- Катастрофа Ил-86 под Москвой. 28 июля 2002 года в 15:25 по местному времени, борт RA-86060 авиакомпании «Пулково», выполнявший технический рейс Москва — Санкт-Петербург с 16 членами экипажа на борту, потерпел крушение через 2 минуты после взлёта рядом с аэропортом «Шереметьево». По словам очевидцев, сразу после отрыва от земли самолёт начал крутой подъём вверх, затем замер, накренился на левый борт и упал за дорогой в конце взлётно-посадочной полосы. Начальная экспертиза бортовых самописцев самолёта указывает на то, что спустя две секунды после старта, горизонтальный стабилизатор самолёта начал самопроизвольное отклонение до максимального значения, что привело к задиранию носа. Командир немедленно отдал штурвал от себя в попытке опустить нос самолёта, что было безуспешно. Две стюардессы в хвостовой части самолёта остались живы.
- Катастрофа Ту-154 под Донецком. 22 августа 2006 года самолёт Ту-154М авиакомпании «Пулково» (борт 85185), выполнявший рейс 612 (Анапа—Санкт-Петербург), потерпел крушение в Донецкой области на Украине. Все 160 пассажиров и 10 членов экипажа, находящихся на борту, погибли. При обходе сверху крупного грозового очага, экипаж отключил автопилот в условиях тряски и уменьшенной скорости самолёта. При дальнейшем управлении самолётом в штурвальном режиме в условиях повышенной турбулентности атмосферы, экипаж допустил превышение максимально допустимого для таких условий полёта угла атаки, результатом чего явилось сваливание, перешедшее в плоский штопор. Неуправляемый самолёт столкнулся со склоном оврага, разрушился и сгорел. Все находившиеся на борту погибли[2].